# Famicom Tantei Club: Kieta Kōkeisha
Famicom Detective Club: The Missing Heir (ファミコン探偵倶楽部 消えた後継者, Famicom Tantei Club: Kieta Kōkeisha) est un jeu vidéo d'aventure, développé et édité par Nintendo. Il est le premier jeu de la série Famicom Detective Club Il sort sur Famicom Disk System en 1988. Il est réédité au Japon sur Game Boy Advance (Famicom Mini) en 2004.
Ce jeu a connu une suite sortie en 1989 sur Famicom Disk System : Famicom Tantei Club Part II: Ushiro ni Tatsu Shōjo. Un remake des deux premiers jeux de la série sort sous le nom de Famicom Detective Club: The Missing Heir & Famicom Detective Club: The Girl Who Stands Behind en 2021, marquant la première fois ou le jeu est accessible en dehors du Japon.